# ブラックボックス:音声分析捜査
『ブラックボックス:音声分析捜査』（ブラックボックス おんせいぶんせきそうさ、原題：Boîte noire、英題：Black Box）は、2021年のフランスのサスペンススリラー映画。
ヤン・ゴズランが監督・脚本を務めた。
最新型航空機がアルプスで墜落し、乗客・乗務員全員の死亡が確認されたことで、航空事故調査局の音声分析官が、事故の原因調査の責任者として任命されることになる。

## ストーリー
フランス航空事故調査局の音声分析官マチューは、飛行機の無線連絡やノイズを聞き取り、不具合を見つけ出す為に、日々『音』と格闘していた。最新鋭旅客機の墜落により搭乗者が全員死亡する事故が発生し、ブラックボックスの解析を始める調査局。だが、なぜか直前に主任のポロックが失踪し、解析はマチューの担当となった。
ブラックボックスの音声記録から、テロリストの声を抽出するマチュー。墜落事故の原因はテロと発表された。しかし、事故機の乗客が残した留守電の音声が、ブラックボックスと一致しないことに気づくマチュー。ブラックボックスが改竄されたならば、それは関係企業の仕業に違いない。機体を製作したアトリアン社が、不具合を隠して事故機の製造許可を得たと思い込むマチュー。
マチューの妻ノエミは、最近ヘッドハンティングでアトリアン社に転職し、重要ポストが約束されていた。ノエミのパソコンから、勝手に事故機の極秘データを抜き出すマチュー。墜落に至る不具合を調べる為だったが、漏洩元のパソコンが特定されて、ノエミはアトリアン社から解雇されてしまった。更に極秘データから不具合は見つからず、マチュー自身も更迭を言い渡された。
墜落事故の原因が、操縦システムへのサイバー攻撃である可能性に気づくマチュー。事故機のセキュリティ関連を請け負ったのは、マチューの友人ルノーが運営するペガサス社だった。航空機へのハッキングで前科のある男が、事故機に乗っていた事も判明した。失踪した上司ポロックとルノーの癒着を知ったマチューは、ポロックが隠した本物のブラックボックスを探し当てた。
ブラックボックスには、サイバー攻撃による不具合で墜落する音声と、ポロック自身の告白が記録されていた。数週間後、華やかな国際航空ショーのブースで、ペガサス社の未来について誇らしげに語るルノー。その背後のスクリーンに、ルノーに脅されたと語るポロックの姿が映し出された。
映画の中で、マチューと妻のノエミはENACの卒業生です。

## キャスト
- マチュー・ヴァスール: ピエール・ニネ - 航空事故調査局の音声分析官。
- ノエミ・ヴァスール: ルー・ドゥ・ラージュ - マチューの妻。新型航空機の認証機関に勤務する。
- フィリップ・レニエ: アンドレ・デュソリエ - 調査局局長。
- グザヴィエ・ルノー: セバスティアン・プドゥル（フランス語版） - ペガサス・セキュリティ社社長。
- ヴィクトル・ポロック: オリヴィエ・ラブルダン - 航空事故調査局主任。
- アントワーヌ・バルサン: ギョーム・マルケ（フランス語版）
- サミール: メフディ・ジャーディ（フランス語版）
- キャロライン・デルマス: アン・アズレイ（フランス語版） - ジャーナリスト。
- クロード・ヴァラン: オーレリアン・ルコワン（フランス語版）
- ドルヴァル: アンドレ・マルコン（フランス語版）
- 機長: フィリップ・メイマ（フランス語版）
- セキュリティ要員: カンタン・デノー（フランス語版）
- ジャンヌ: ロレーヌ・ドヴィエンヌ（フランス語版） - 操縦室にいるフライトアテンダント。
- アラン・ルーサン: グレゴリ・デランジェール - 航空事故調査局を敵視する機長。

## 逸話
ENAC Alumni 主催のレセプションシーンでは、撮影チームが本物の ENAC 卒業生を呼びました。

## 評価

### 受賞
| 年   | 賞                                            | 部門                                     | 候補                 | 結果       |
| ---- | --------------------------------------------- | ---------------------------------------- | -------------------- | ---------- |
| 2021 | Reims Polar 2021                              | prix du public                           |                      | 受賞       |
| 2021 | Festival du film francophone d'Angoulême 2021 | prix du public                           |                      | 受賞       |
| 2021 | Festival des Capucines du Cinéma Français     | Capucine du meilleur son (long-métrage)  |                      | 受賞       |
| 2021 | Festival des Capucines du Cinéma Français     | Capucine du meilleur acteur              | ピエール・ニネ       | 受賞       |
| 2021 | Festival des Capucines du Cinéma Français     | Capucine du meilleur film (long-métrage) |                      | 受賞       |
| 2022 | セザール賞                                    | 最優秀主演男優賞                         | ピエール・ニネ       | ノミネート |
| 2022 | セザール賞                                    | 最優秀オリジナル脚本賞                   |                      | ノミネート |
| 2022 | セザール賞                                    | 最優秀編集賞                             | バランタン・フェロン | ノミネート |
| 2022 | セザール賞                                    | 最優秀サウンド賞                         |                      | ノミネート |
| 2022 | セザール賞                                    | 最優秀オリジナル作曲賞                   |                      | ノミネート |